# داليا السوداء
داليا السوداء (بالإنجليزية: Black Dahlia) هو لقب يطلق على فتاة تدعى اليزابيث شورت (يوليو29، 1924 - 15 يناير 1947)، حيث كانت جريمة قتل هذه المرأة الأمريكية من أشهر الجرائم التي حصلت سنة 1947. ولقد اكتسبت هذا اللقب بعد وفاتها بفترة قصيرة بفضل الصحف التي اعتادت على تسمية الجرائم ولا سيما المشهورة جداً. وقد يكون لقب «داليا السوداء» مستمد من فيلم لغز جريمة القتل البشعة، داليا الزرقاء، الذي صدر في أبريل 1946، بعدها بفترة قصيرة وجدت اليزابيث مقتولة ومشوهة، جسدها مقطوع من النصف من منطقه الخصر، وكان ذلك في 15 يناير، 1947، في حديقة لايميرت، لوس انجلوس، كاليفورنيا. وتعتبر جريمة قتل اليزابيث شورت التي لم تحل المصدر في انتشار الشبهات على نطاق واسع، مما أدى إلى وجود العديد من المشتبه بهم، جنبا إلى جنب مع العديد من الكتب.
في عام 1987 صدرت رواية تحمل نفس الاسم، وتبني التلفاز لهذه القصة وإصدار العديد من الافلام لها ومنها فيلم تم إصداره عام 2006 من بطولة وهو من بطولة: جوش هارتنت وسكارليت جوهانسون وآرون إيكهارت وهيلاري سوانك ومن إخراج براين دي بالما ويتناول نفس القصة.

## النشأة
ولدت اليزابيث شورت في بوسطن، انحدرت من عائلة تتكون من سبع أفراد، غير والدها كليو وأمها فيبي ماي (سوير) كان لديها خمس أخوات، وكانت هي الثالثة بين أخواتها، ترعرعت في ضاحية ميدفورد في ماساشوستس. كان والدها يعمل في بناء ملاعب الغولف المصغرة حتى انهار سوق الأسهم سنة 1929، عندها خسر معظم أمواله. في أحد الأيام سنة 1930، قام والدها بالاصطفاف على أحد الجسور، ولم يره أحد بعدها.[5] مما دفع الكثيرين إلى الاعتقاد بأنه انتحر. بعد ذلك انتقلت فيبي ماي شورت وعائلتها إلى شقة صغيرة في ميدفورد، وعملت كمحاسبة لتقديم الدعم لهم. وبعد عدة سنوات، اكتشفت فيبي وعائلتها أن كليو شورت ما زال على قيد الحياة وأنه يعيش في كاليفورنيا.
عندما أصبحت اليزابيث شورت في السادسة عشر من عمرها ذهبت لقضاء فصل الشتاء في ميامي لأنها كانت تعاني من الألتهاب الشعيبي والربو. وخلال السنوات الثلاثة المقبلة، كانت تعيش في فلوريدا خلال الأشهر الباردة، ثم تعود إلى ميدفورد لتقضي بقيه العام هناك. وعندما أصبحت في التاسعة عشر من عمرها انتقلت للعيش مع والدها في فالجيو، حيث كان والدها يعمل على مقربة من ميناء جزيرة مار للسفن البحرية في سان فرانسيسكو. في أوائل عام 1943، انتقلت اليزابيث شورت ووالدها للعيش في لوس أنجلوس، ولكن بسبب الخلاف الذي حصل بينهما اضطرت اليزابيث إلى المغادرة، وعملت في مجال تبادل السلع في معسكر كوك (قاعدة فاندبيرغ الآن) بالقرب من لومبوك في كاليفورنيا. وسرعان ما انتقلت إلى سانتا باربرا، حيث ألقي القبض عليها في 23 سبتمبر 1943 بتهمة الشرب دون السن القانونية. حكمت سلطة الأحداث عليها بالعودة إلى ميدفورد، ولكن أصرت اليزابيث على العودة إلى فلوريدا، وأصبحت لا تعود إلى ماساشوستس إلا كل عدة سنوات.
بينما كانت اليزابيث شورت في فلوريدا، التقت الرائد ماثيو مايكل جوردن التاني، ضابط ممجد في القوات الجوية ومن الرتبة الثانية في المجندات الجوية، حيث كان يتدرب على حركة عسكرية بين الصين والهند سميت بـ" China Burma India Theater"، فقامت بإخبار صديقتها أن جوردن قد كتب لها بينما كان يتعافي من حادث تحطم طائرة وهو في الهند وتقدم لخطبتها فوافقت، ولكنه توفي في حادث تحطم ثاني في 10 أغسطس 1945، قبل أقل من أسبوع من استسلام اليابان وانتهاء الحرب العالمية الثانية. بعد ذلك عادت اليزابيث إلى لوس أنجلوس في يوليو سنة 1946، وذلك لزيارة الضابط جوزيف جوردون فيكلينغ الذي يعمل في قوات سلاح الجو، والذي تعرفت عليه بينما كانت في فلوريدا. كان جوزيف يعمل في مجال العلاقات القومية لأنظمة المطارات الموحدة، في مدينة لونغ بيتش، في لوس أنجلوس حيث عاشت اليزابيث آخر ستة أشهر من حياتها.

## جريمة القتل وعواقبها
في صباح يوم 15 يناير 1947، عُثر على جثة اليزابيث شورت عاريه ومقطّعة لنصفين في منطقة معزولة على الجانب الغربي من جنوب شارع نورتون في منتصف الطريق بين شارع المدرج وغرب شارع 39 (في 34.0164 ° N 118.333 ° W) في حديقة لايميرت في لوس أنجلوس. وكانت بيتي بيرسينغر أحد السكان المحليين هي من اكتشفت الجثة حوالي الساعة 10 صباحا، بينما كانت تمشي مع أبنتها البالغة من العمر ثلاث سنوات؛[6] في البداية، ظنت بيتي أن الجثة منيكن أو تمثال عرض الملابس في المتاجر، وعندما اكتشفت أنها جثه هرعت إلى أقرب منزل واتصلت بالشرطة.
كانت جثة اليزابيث شورت المشوهة مقطّعة بالكامل من منطقه الوسط، ومستنزفة بالكامل من الدم.[7] كما كان من الواضح أن القاتل قد قام بغسل الجثة.[8] وكان وجهها أيضاً مقطوعاً من زوايا فمها حتى أذنيها، مبتكرا بذلك تأثيرما يسمى ابتسامه غلاسيكو. كانت جثة اليزابيث تحتوي أيضا على عدة جروح في منطقه الفخد والثدي، حيث كانت كل قطعة من اللحم مقطوعة بعيدا. وكان الجزء السفلي من جسدها بعيدا عن الجزء العلوي بمقدار قدم تقريبا، في حين كانت أمعاؤها مطوية بشكل مرتب وموضوعة تحت أردافها. كانت الجثة موضوعة بشكل حيث اليدين فوق الرأس والمرفقين محنيين بزاوية قائمة والقدمين مفرقتين. بعد فترة، وجد المحققون كيسا من الإسمنت الذي يحتوي على قطرات من الدم المائي. ووجدت أيضاً أثر كعب حذاء على الأرض محاطاً بأثار إطارات.
ذكر تشريح الجثة أن طول اليزابيث شورت كان 5 أقدام و5 بوصات (1.65 متر)، ووزنها 115 باوند (52 كلغ)، وكانت عيونها زرقاء وشعرها بني وأسنانها تالفة بشدة. وذكر التشريح أيضا وجود علامات ربط على الكاحلين والمعصمين والرقبة. لم تكن الجمجمة مكسورة مع أنه كان لديها بعض الكدمات على الجبهة والجانب الأيمن من فروة الرأس، مع وجود نزيف صغير في الجانب الأيمن في المنطقة تحت العنكبوتية، بما يتوافق مع مكان الضربات على الرأس. وتم العزم على أن سبب الوفاة هو النزيف الذي حصل بسبب التمزقات في الوجه وأيضا بسبب الصدمات التي تعرضت لها على الرأس والوجه.
بعد تحديد هوية جثة اليزابيث شورت، قام بعض الصحفيين الذين يعملون في صحيفة لوس انجلوس اكزامينر بالتواصل مع والدة اليزابيث، فيبي شورت، وأخبروها أن أبنتها قد فازت في مسابقة للجمال، وقاموا بذلك للتطفل والحصول على أكبر قدر من المعلومات الشخصية عن أبنتها، ثم بعد ذلك قاموا بإخبارها أن أبنتها قد قتلت. عرضت الصحيفة على فيبي شورت أن تقوم بدفع تكاليف تذاكر السفر والإقامة إن كانت ستسافر إلى لوس انجلوس لمساعدة الشرطة في التحقيق، ولكن، كانت تلك حيلة أخرى، لأن الصحيفة قامت بإبقائها بعيدة عن الشرطة والصحفيين الآخرين للحصول على السبق الصحفي وحدهم،[9] ثم بعد ذلك قامت صحيفة ويليام راندولف هيرست، ولوس انجليس هيرالد اكسبريس ولوس انجليس اكزامينر بإثارة الموضوع بنشرهم "لقد أصبحت البدلة السوداء المصممه خصيصا لها والتي شوهدت آخر مرة ترتديها إلى "تنورة ضيقة وبلوزة قصيرة"، إذن أصبحت اليزابيث شورت "داليا السوداء"، "المغامرة" التي "طافت في شوارع هوليوود".
في 23 يناير 1947، اتصل شخص بصحيفة لوس انجلوس اكزامينر يدعي أنه القاتل، معرباً عن قلقه من توقف الأخبار حول جريمة القتل، وأخبر محرر الصحيفة أنه سيرسل له مواداً تخص اليزابيث شورت بالبريد، وفي اليوم التالي، وصلت حزمه تحتوي على شهادة ميلاد اليزابيث شورت وبطاقات عمل وبعض الصور، وكان هناك أيضاً أسماء مكتوبة على قطع من الورق ودفتر عناوين مع أسم مارك هانسن منقوش على الغلاف. هانسن هو أحد معارف أصدقائها ممن كانت تقيم عندهم، وأصبح على الفور أحد المشتبه بهم. بعد أن أطلق لقب داليا السوداء على اليزابيث شورت من قبل الصحف، قام بعض الأشخاص بإرسال رسائل إلى الصحف موقعة باسم «المنتقم لداليا السوداء». وفي 25 يناير، تم الإبلاغ عن رؤية حقيبة وفردة حذاء اليزابيث شورت على رأس علبة القمامة في زقاق على بعد مسافة قصيرة من شارع نورتون، وتم تحديد مكانهم في مكب النفايات.
نظرا لسمعة القضية السيئة، اعترف على مر السنين أكثر من 50 رجل وامرأة بالقتل، وأغرقت الشرطة بالنصائح في كل مرة تذكر الصحف القضية أو يتم تحرير كتاب أو فيلم حول هذا الموضوع. وقال الرقيب جون بيرس، أحد المخبرين الذين كانوا يعملون في القضية حتى تقاعده، «من المثير للدهشة أن كثيراً من الناس قاموا بالإعتراف على أن اقربائهم هم القتلة».
دفنت اليزابيث شورت في مقبرة ماونتن فيو في أوكلاند، كاليفورنيا. وبعد أن كبرت أخواتها وتزوجن، انتقلت فيبي شورت إلى أوكلاند لتكون بالقرب من قبر ابنتها. بعدها عادت فيبي إلى الساحل الشرقي في السبعينيات، حيث عاشت هناك للتسعينات.

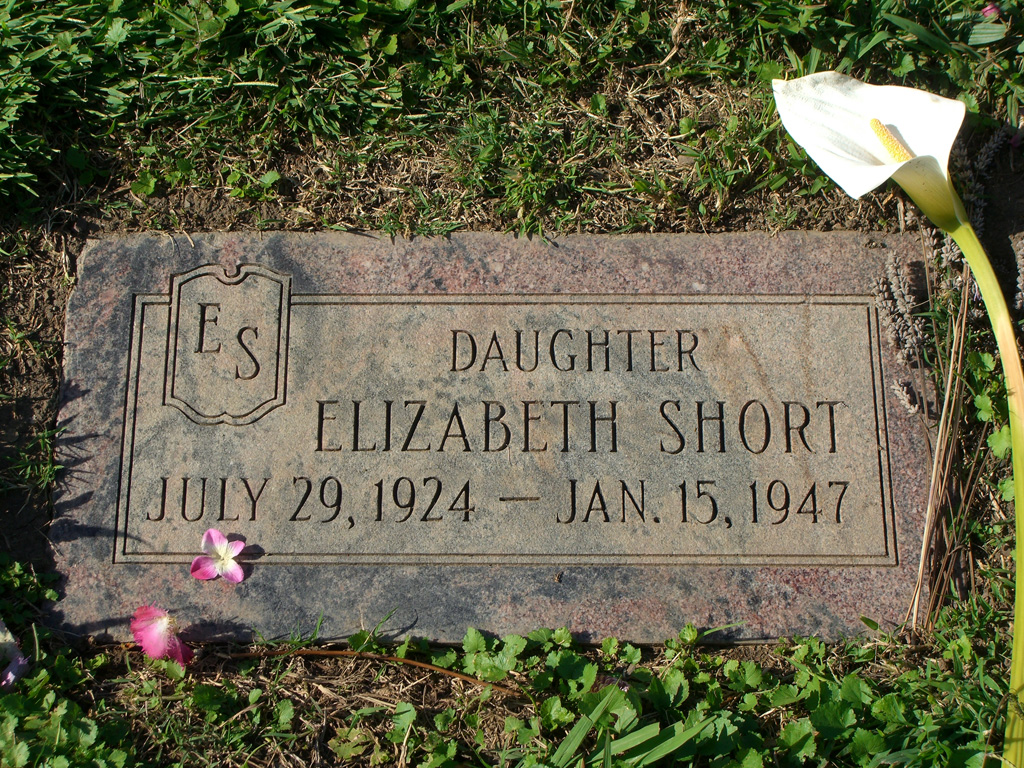
صورة لقبر إليزبيث شورت

## الشائعات والمفاهيم الخاطئة
ذكرت الصحف بعد مرور فترة قصيره على الجريمة بأن اليزابيث شورت حصلت على لقب «الداليا السوداء» في صيدلية لونغ بيتش، كاليفورنيا في منتصف عام 1946، ولكن مع تلاعب قليل في الالفاض لفيلم داليا الزرقاء. ويقول وكيل النيابة لمقاطعه لوس انجلوس ان تقارير المحققين تقول ان لقب الداليا السوداء قد أطلق على اليزابيث شورت بفضل الصحف وما نشرته عنها. ويقال أن بيفو مينز الصحفي الذي يعمل في صحيفه لوس انجليس هيرالد اكسبريس هو أول من استعمل هذا اللقب في مقابلاته مع اقارب اليزابيث شورت في الصيدليه.[10]
قام بعض من الناس الذين لا يعرفون اليزابيث شورت بالاتصال مع الشرطة والصحف مدعين انهم قد رأوا اليزابيث في الاسبوع الذي يسمى «اسبوع المفقودين»، وهي الفترة ما بين أول يوم اختفت فيه وهو 9 يناير والوقت الذي تم فيه إيجاد جثتها وهو 15 يناير. وقامت الشرطة ووكيل نيابه المحققين باستبعاد كل هذه الادعاءات المشبوهه، لانه قد تبين بعد استجوابهم بأنهم قد مزجوا بين اليزابيث شورت ونساء اخريات.[11]
ادعت العديد من كتب الجرائم الحقيقيه بأن اليزابيث شورت قد عاشت أو قد قامت بزياره لوس انجلوس في اوقات مختلفه في منتصف سنه 1940. ولكن لم يتم اثبات هذه الادعاءات ودحضت من قبل ضباط تحقيق القانون الذين حققوا في القضية. ووفقا لوثيقه موجوده في ملفات المدعي العام لمقاطعه انجلوس التي تحمل اسم«تحركات اليزابيث شورت قبل 1 يونيو 1946» التي تثبت بأن اليزابيث شورت كانت في فلوريدا وماساشوستس من سبتمبر 1943 حتى نهايه الأشهر الأولى لعام 1946 مع اعطاء شرح موصف لطريقه حياتها وعملها خلال تلك الفترة. وعلى الرغم من الصورة التي نشرت عن اليزابيث شورت بين معارفها وبين العديد من مؤلفين الجريمة الحقيقيه بأنها فتاه عاهره، الا ان هيئه المحلفين الكبرى الكبرى تنفي هذه الاقوال بناءا على أنه لا يوجد دليل حالي يثبت ذلك الكلام، ويقول مكتب المدعي العام في المقاطعة بأنه قد حصل التباس بين اليزابيث شورت وفتاه أخرى تحمل نفس الاسم. وهناك شائعات أخرى انتشرت بشكل كبير عن اليزابيث شورت بأنها لم تكن تستطيع ممارسه الجماع بسبب وجود عيب خلقي فيها تركها مع «الأعضاء التناسلية الطفولية». ووفقا لما ورد في ملفات المدعي العام لمقاطعه لوس انجلوس بعد استجوابها لثلاثه رجال كانت اليزابيث شورت قد شاراكتهم الجنس،[12] وكان من بينهم رجل شرطه من شيكاغو والذي كان من أحد المشتبه بهم في الجريمة.[13] وقامت شرطه ال اف بي أي أيضا بالتحقيق مع أحد عشاق اليزابيث شورت المزعومين. وجد في ملفات مكتب المدعي العام لمقاطعه لوس انجلوس وفي ملخصات شرطة لوس أنجلوس التي تخص القضية، وصف لتشريح الاعضاء التناسليه لجثه اليزابيث شورت، ولقد افاد التشريح بأن كل شيء كان طبيعيا لديها، ولكنها كانت تعاني مما يسمى " female trouble".وافاد التشريح أيضا بأن جثه اليزابيث شورت لم تحما قط، على عكس ما قد قيل قبل وبعد وفاتها.

## المشتبه بهم

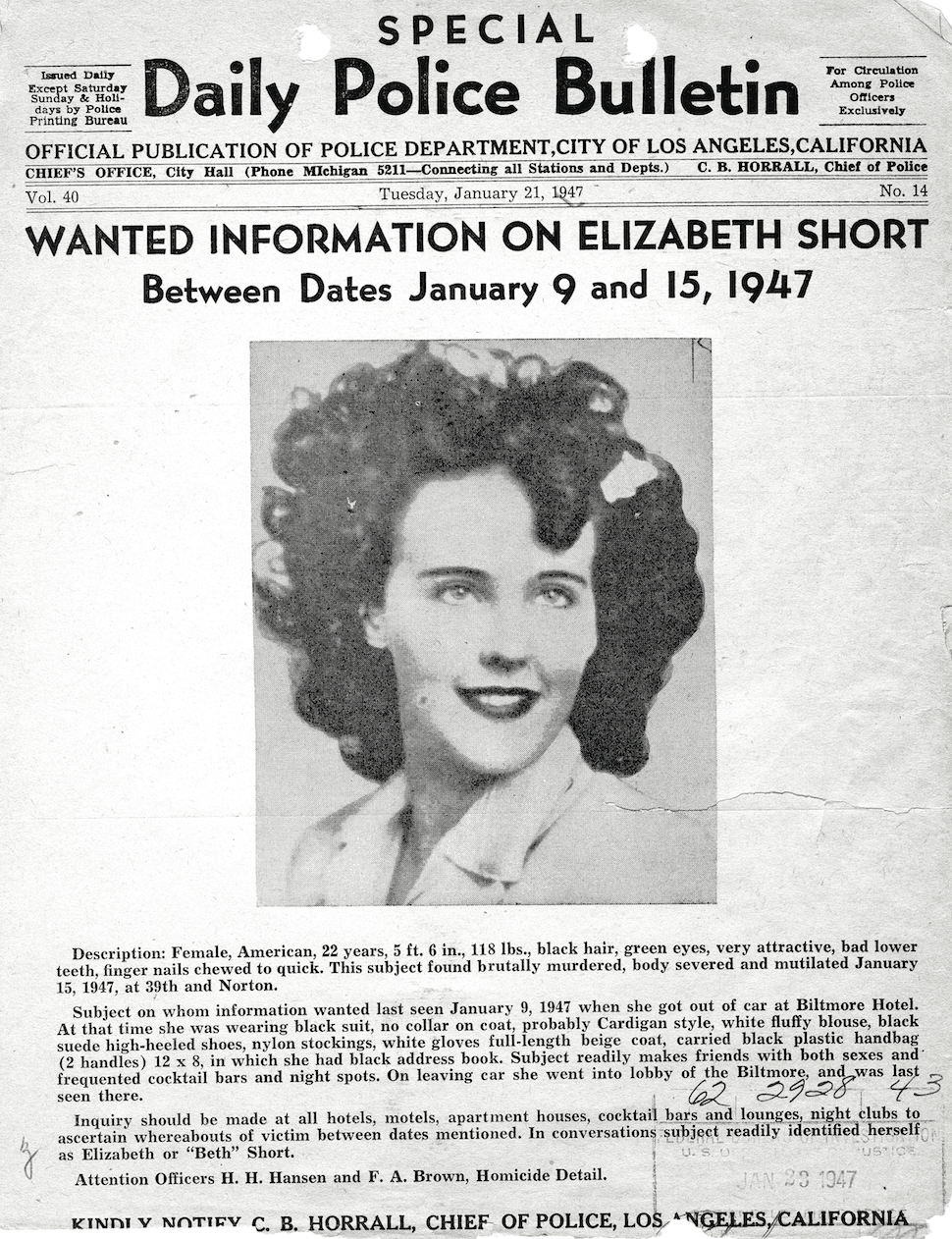
نشرة من شرطة لوس أنجلوس تطلب معلومات عن إليزابيث شورت في يناير 1947، في سياق التحقيق بجريمة قتلها.

تم التحقيق بقضيه الداليا السوداء من قبل شرطه لوس انجلوس. وقام المركز بتجنيد مئات الضباط من وكالات أخرى لمساعدتهم في التحقيق، وذلك بسبب طبيعه القضية التي لفتت انتباه المواطنين بسبب التغطية المثيره واحيانا الغير دقيقه لملابسات القصيه.
واعترف تقريبا حوالي 60 شخصا بجريمه القتل، كان اغلبهم من الرجال. واعتبرت شهاده 25 شخصا فقط قابله للتطبيق وتم اعتبارهم مشتبه بهم للقضية من قبل المدعي العام لمقاطعه لوس انجلوس. وخلال التحقيق تم اقصاء البعض من هؤلاء 25 شخصا، ولكن ظهر مشتبه بهم اخرون. بقي المشتبه بهم قيد النظر من قبل الكتاب والخبراء مثل والتر بايلي،[14] نورمان تشاندلر، ليزلي ديلون، جوزيف A. دومايس، مارك هانسن، الدكتور فرانسيس E. سويني، جورج هيل هوديل، فريد سيكستون صديق هوديل،[15] جورج نولتون، روبرت م. مانلي، باتريك أورايلي، وجاك أندرسون ويلسون[16].

## النظريات وجرائم القتل المرتبطة
تكهن بعض كتاب قصة الجريمة على وجود صلة بين جريمه قتل اليزابيث شورت وجرائم كليفلاند تورس، التي وقعت في كليفلاند بين 1934 و 1938.[17] كما هو الحال مع عدد كبير من عمليات القتل التي وقعت قبل وبعد قتل اليزابيث شورت. قام محققو شرطة لوس انجلوس في النظر إلى ملفات جرائم كليفلاند في عام 1947، وادركوا في النهاية انه لا يوجد علاقه بين الجريمتين. ومع ذلك، كان هناك ادله جديده تظهر تورط المشتبه به الأول في جريمه قتل كليفلاند، وهو جاك أندرسون ويلسون (ويعرف أيضا باسم أرنولد سميث)، الذي تم التحقيق معه من قبل المخبر جون في عام 1980، حيث اوشك ان يعتقل جاك بتهمه قتل اليزابيث ولكنه توفي في حادث حريق في 4 فبراير، 1982.[18]
اقترح بعض مؤلفين الجريمة مثل ستيف هودل (ابن جورج هيل هودل) ووليام راسموسين وجود صله بين جريمه قتل اليزابيث شورت والجريمة التي حصلت سنه 1946 وجريمه قتل سوزان ديغنان البالغه من العمر سته سنوات التي حصلت في شيكاغو.[19] واعلن علنا الكابتن دوناهو بأنه يعتقد أنه هناك علاقه بين جريمه قتل اليزبيث شورت وجريمه احمر الشفاه.[20] ومن بين الدلائل التي وردت هو حقيقة أنه تم العثور على جثه اليزابيث شورت في شارع نورتون على بعد ثلاث بنايات غرب شارع ديغنان، ديغنان هو آخر اسم للفتاه التي من شيكاغو. واعلن أيضا انه يوجد تشابه في مذكره فديه سوزان ديغنان ومذكره «المنتقم لداليا السوداء». فعلى سبيل المثال، المذكرتين استعملتا خليط من الاحرف الكبيرة والصغيره (ملاحظه ديغنان كانت تحتوي على مقطع "BuRN This FoR heR SAfTY"، وايضا كلاهما كتبتا حرف P بطريقه غريبه، وكان لديهما أيضا كلمه واحده مشتركه بينهما.[21] وفيما يتعلق بجريمه قتل سوزان ديغنان، فقد ادين السفاح ويليام هيرنز وحكم عليه بالسجن مدى الحياه، وكان قبلها قد اعتقل وهو في عمر 17 بتهمه اقتحام منزل قريب من سوزان ديغنان، ولكن ويليام يقول بأنه اعترف بأنه القاتل لانه تعرض للتعذيب من قبل الشرطة، حيث اجبروه على القول بأنه القاتل مع انه لم يفعلها، وكان ويليام هو كبش الفداء في جريمه سوزان ديغنان.[22]

## أعمال سينمائية
الهمت الدراما التلفزيونيه «من هي الداليا السوداء» التي عرضت سنه 1975 ولعبت فيه لوسي أرنيز دور إليزابيث شورت العديد من المؤلفين، فظهرت بعده العديد من البرامج التلفازيه من بينها فيلم «اعترافات حقيقيه» الذي عرض سنه 1981 المقتبس من الرواية التي تحمل نفس الاسم للكاتب جون جريغوري دان، حيث كان الفيلم من بطولة روبرت دي نيرو وروبرت دوفال. وظهرت بعدها الرواية الخياليه «الداليا السوداء» للكاتب جيمس ايلوري سنه 1987، مثل دون الذي استعمل القضية ليعرض صوره أكبر للسياسة والجريمة والفساد وجنون العظمة في مرحلة ما بعد حرب لوس أنجلوس، وذلك وفقا للناقض ديفيد.[23] وفي سنه 2006 عرض الفيلم المقتبس عن روايه جيمس ايلوري «الداليا السوداء» لبريان دي بالما، وكان الفيلم قد ذكر بعض الوقائع الحقيقيه للقضية.[24] وكانت الحلقة التاسعه عشر للمسلسل التلفزيوني «قصه رعب حقيقيه» تروي قصه اليزابيث شورت، وكانت مينا سوفاري هي من لعبت دور اليزابيث[25].

## روابط خارجية
- داليا السوداء على موقع IMDb (الإنجليزية)
- داليا السوداء على موقع إن إن دي بي (الإنجليزية)